# Dorcadion iranicum
Dorcadion iranicum är en skalbaggsart som beskrevs av Stefan von Breuning 1947. Dorcadion iranicum ingår i släktet Dorcadion och familjen långhorningar.
Artens utbredningsområde är Iran. Inga underarter finns listade i Catalogue of Life.